# Ombytta roller (TV-serie)
Ombytta roller (originaltitel: To the Manor Born) är en brittisk TV-serie med Penelope Keith (Audrey), Peter Bowles (DeVere) och Angela Thorne (Marjory) i rollerna. Serien skrevs av Peter Spence.
När Audrey fforbes-Hamiltons make dör upptäcker hon att hon är ruinerad. Hon tvingas sälja sitt gods Grantleigh Manor till uppkomlingen Richard DeVere. Själv flyttar hon in i grindstugan.
Totalt gjordes det 21 avsnitt åren 1979–1981. Det sista avsnittet säsongen 1980 sågs av över 21 miljoner TV-tittare i Storbritannien, vilket gjorde det till det 5:e mest sedda programmet under 1980-talet.
2007 gjordes en TV-film, med samma skådespelare, som handlar om hur Audrey och Richard ska fira silverbröllop; även denna har visats i svensk TV.